# Pomnik Friedricha Ludwiga Jahna w Złotoryi
Pomnik Friedricha Ludwiga Jahna w Złotoryi (niem. Jahn-Denkmal) – nieistniejący pomnik niemieckiego teoretyka gimnastyki i propagatora ćwiczeń gimnastycznych Friedricha Ludwiga Jahna, uznawanego za „Ojca” (niem. Turnvater Jahn) gimnastyki sportowej, odsłonięty w mieście Złotoryja (ówcześnie niem. Goldberg), leżącym w powiecie złotoryjskim, w województwie dolnośląskim.

## Opis
Pomnik Friedricha Ludwiga Jahna w Złotoryi powstał na 50-lecie miejscowego Męskiego Towarzystwa Gimnastycznego. Na otwarty w tym celu fundusz budowlany wpływały darowizny i dochody z przedstawień teatralnych. Projekt pomnika został wykonany przez złotoryjskiego rzeźbiarza o nazwisku Feige. Pod koniec lutego 1911 roku przedstawiono go członkom Męskiego Towarzystwa Gimnastycznego. Artysta optował, aby pomnik wykonany był z granitu, a nie z piaskowca. Władze towarzystwa nie chciały ponosić zbyt dużych kosztów i wolały piaskowiec, jako materiał z którego wykonany będzie pomnik, jednak ostatecznie wyraziły zgodę na granitowy monument. Brano pod uwagę były różne lokalizacje, gdzie miałby stanąć pomnik. Kamień węgielny został położony 31 marca 1912 roku podczas Okręgowego Dnia Gimnastyki w obecności burmistrza Ferdinanda Riegnera. Wewnątrz kamienia umieszczono blaszaną kapsułę, w której znajdowały się dokumenty mówiące o historii Męskiego Towarzystwa Gimnastycznego i pomnika, numer gazety Kreisblatt oraz zdjęcie przedstawiające członków komitetu budowlanego. Obok zasadzono dąb im. Jahna (Jahn-Eiche).
Pomnik dostarczono koleją 30 kwietnia 1912 roku. Został wykonany z granitu pochodzącego ze wsi Graniczna koło Strzegomia. Cokół ważył 20 cetnarów, a właściwy kamienny monument 80 cetnarów. Całość miała ok. 4 metrów wysokości. Następnego dnia przewieziono kamień i rozpoczęto montaż, który zakończył się ok. 10 maja 1912 roku. Odsłonięcie nastąpiło 12 maja 1912 roku. Przybyli na nie uczestnicy porannych zawodów gimnastycznych oraz zaproszeni goście z innych miast, którzy przeszli ze stacji kolejowej poprzedzani przez orkiestrę. Uroczystość rozpoczęła się przed południem. Okolicznościowe przemówienie wygłosił starszy nauczyciel Dreblow. Po nim burmistrz przejął monument pod opiekę miasta. Po południu odbyły się pokazy gimnastyczne, a wieczorem urządzono bal. Pomnik Jahna stanął przy Ostpromenade (obecnie ulica Staszica). Składał się z dużego bloku granitu umieszczonego na cokole. Stał na niewielkim kopcu obłożonym kawałkami wapienia. Na bloku skalnym znajdował się medalion z popiersiem Jahna w wieńcu dębowym i podpisem: Fried. Ludw. Jahn 1778-1852. Errichtet zur Feier des 50jährigen Bestehens des Turnvereins Goldberg. 12.5.1912. (Friedrich Ludwig Jahn 1778–1852. Wzniesiony z okazji uroczystości 50-lecia Towarzystwa Gimnastycznego. Złotoryja 12.5.1912).
Po I wojnie światowej w dolnej części cokołu dodano tablicę upamiętniającą poległych, a na niej napis: Dem Gedächtnis der im Weltkriege 1914–1919 gefallenen Mitglieder des Männer-Turnvereins Goldberg 1862 (Ku pamięci poległych w wojnie światowej 1914–1919 członków Męskiego Towarzystwa Gimnastycznego Złotoryja 1862). Poniżej znajdowały się nazwiska poległych. Końcowa data 1919 wynikała z uwzględnienia osób rannych, zmarłych po zakończeniu wojny. Monument nie zachował się do dzisiaj.